# Эату, Саду
Саду Эату (фр. Sadou Hayatou; 15 февраля 1942, Гаруа — 1 августа 2019, Женева) — государственный и политический деятель Камеруна. Премьер-министр Камеруна (1991—1992).

## Биография
Родился в Гаруа. Его брат, Исса Хаяту, долгое время был президентом Африканской конфедерации футбола.
Получил степень бакалавра экономических наук в Тулузском университете, а затем диплом Института высоких исследований д'Отр-Мер в Париже.
Вернувшись в Камерун в 1967 году, в следующем году поступил в Министерство промышленного развития, где был назначен заместителем директора, а в 1969 году директором по сырьевым товарам. В том же году он получил звание гражданского администратора. В то же время он был вице-президентом Альянса стран-производителей какао с 1969 по 1970 год, а с 1970 по 1971 год — президентом Межафриканской организации кофе.
В 1974 году в Международном банке Камеруна по сбережениям и кредитам Саду Эату был назначен заместителем генерального директора, а в 1976 году назначен уже генеральным директором банка.
Под президентством Поля Бийи являлся министром сельского хозяйства с 22 августа 1983 года по 24 августа 1985 год, министром планирования и регионального развития с 24 августа 1985 года по 4 декабря 1987 года и министром финансов с 4 декабря 1987 года по 7 сентября 1990 года. На последнем посту он указывает, что ведёт переговоры о программе экономического восстановления государства с Международным валютным фондом и Всемирным банком.
В 1990 году он был назначен генеральным секретарем президента республики. Эту должность он занимал до назначения на пост премьер-министра, после того как 25 апреля 1991 года он был восстановлен в должности. Тогда он столкнулся с беспрецедентной волной протеста, ознаменовавшейся всеобщей забастовкой в рамках операции «Мёртвый город», начатой оппозицией.
9 апреля 1992 года Симон Ашиди Ашу сменил его на посту премьер-министра.
С марта 1993 года по 1 января 2008 года он исполнял обязанности национального директора Банка государств Центральной Африки в Яунде.  Несмотря на то, что официальный пенсионный возраст в банке составлял 60 лет, Эату был оставлен на своём посту еще на 5 лет губернатором Сбер Жаном-Феликсом Мамалпотом.
Посмертно награждён орденом Камерунских заслуг.